# Famille de Béjarry
La famille de Béjarry, anciennement Béjarry, est une famille de la noblesse française actuellement subsistante.
Elle est originaire du Bas-Poitou. Elle compte parmi ses membres des chefs huguenots au XVIe siècle, des officiers dont certains se sont battus dans l'armée catholique et royale de Vendée et dans l'armée des princes durant l'Émigration, un sénateur royaliste sous la Troisième république.

## Histoire
Gustave Chaix d'Est-Ange rapporte que Thibauld Béjarry, varlet (noble non armé chevalier), est mentionné en 1250 et 1260 mais qu'à son avis il faut émettre des réserves quant à son rattachement à l'actuelle famille de Béjarry.
Ce même auteur rapporte que la famille de Béjarry a obtenu une maintenue de noblesse en 1667 sur preuves remontant à Guillaume Béjarry, écuyer, seigneur de La Louerie, qui a épousé le 14 février 1448 Marie Grignon. Mais il ajoute que pour lui le premier auteur certain de la famille de Béjarry est Maurice Béjarry, écuyer, seigneur de La Louerie, marié vers 1480 à Jeanne Berne.
Amédée-François-Paul de Béjarry (1770-1844) est chargé par Puisaye, en 1794, de concerter les efforts des royalistes armés du Morbihan avec le plan général des opérations, il remplit cette mission avec succès, puis passe dans l'armée de Charette qui le choisit comme un des négociateurs de la convention de Nantes le 5 février 1795, et le charge d'une mission près le comité de salut public. Il revient à l'armée et signe, avec son frère aîné, le Traité de La Jaunaye accepté par Hoche.[réf. nécessaire]

## Personnalités
- Jacques Béjarry, chef huguenot en Bas-Poitou durant les guerres de Religion
- Jean Béjarry, dit Brasdefer, chef huguenot en Bas-Poitou durant les guerres de Religion
- Charles-François de Béjarry, chevalier, seigneur de La Roche-Gueffier et de La Grignonnière, page de la grande écurie du roi Louis XV en 1751
- Agathe de Béjarry (née en 1774), admise à la maison royale de Saint-Louis en 1784
- Anne-Bonaventure de Béjarry (né en 1762), fait ses preuves pour l'école militaire en 1771
- Achille de Béjarry, fait ses preuves pour l'école militaire en 1777
- Auguste de Béjarry, officier dans l'armée catholique et royale de Vendée lors de l'insurrection de Vendée
- Amédée-François-Paul de Béjarry (1770-1844), aide de camp puis officier général royaliste des Guerres de Vendée, sous la Restauration il est sous-préfet, député et président du Conseil général de la Vendée
- Benjamin de Béjarry (né en 1775), officier à l'armée des princes durant l'Émigration
- Amédée-Paul-Armand de Béjarry (1840-1916), « comte de Béjarry », sénateur royaliste de la Vendée en 1886

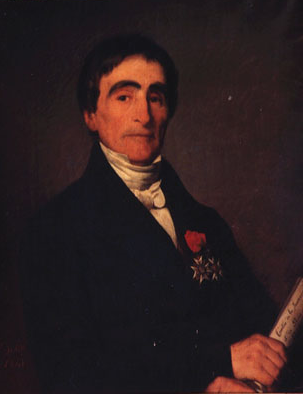
Amédée-François-Paul de Béjarry (1770-1844)
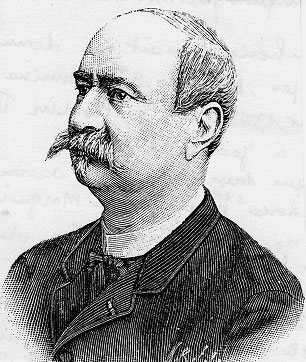
Amédée-Paul-Armand de Béjarry (1840-1916)

## Possessions
Seigneurs de La Roche-Gueffier, de La Grignonnière, etc.[réf. nécessaire]

## Alliances
Les principales alliances de la famille de Béjarry sont : de Faÿ, de La Roche-Saint-André, Galbaud du Fort, de Tinguy, Green de Saint-Marsault, de Pérusse des Cars, de Villeneuve-Bargemon, de Guéhéneuc de Boishue.

## Armes, titres
- de Béjarry : De sable à trois fasces d'argent.[2]

Couronne de marquis et titre de comte de Béjarry, considéré comme titres de courtoisie.

## Pour approfondir